# Clímenes
Na mitologia grega, Clímenes (em grego: Κτιμένη, Ktimene) era a irmã mais nova de Odisseu, o lendário rei de Ítaca. Ela era filha de Laerte e Anticleia, e foi criada por eles junto com o servo Eumaeus, que foi tratado quase como seu igual. Clímenes se casou com Eurilócus de Sama por um grande preço de noiva. Seu marido acompanhou Odisseu em sua jornada a Tróia, mas como todos os homens de Odisseu, morreu antes de chegar em casa.